# Talas (fiume)
Il Talas è un fiume del Kirghizistan e del Kazakistan.

## Percorso
Attraversa i territori dei due stati sopracitati; nasce dalla confluenza del Karakol e dell'Uchkosha, che scendono dalla catena montuosa del Talas Alatau. Scorre attraversando la città di Taraz nella Regione di Žambyl, in Kazakistan, e si inaridisce prima di raggiungere il lago Aydn.

## Storia
Durante la battaglia del Talas (che prende il nome proprio dal fiume) nel 751, le forze coalizzate arabe, kirghise e nepalesi sconfissero i cinesi tang, arrestando l'espansione verso occidente della Dinastia Tang, e acquisendo il segreto cinese della fabbricazione della carta.